# Смертельне падіння (фільм)
«Смертельне падіння» (англ. Deadfall) — американський кримінальний драматичний фільм 1993 року, знятий Крістофером Копполою. У ролях: Майкл Бін, Ніколас Кейдж (брат Крістофера), Сара Тріггер, Джеймс Коберн, Чарлі Шин та Пітер Фонда.
У 2017 році вийшов сиквел «Арсенал», в якому Ніколас Кейдж відтворив роль Едді.

## Сюжет
Після того, як шахрай Джо Донан випадково вбиває свого батька Майка під час чергової афери, коли холості набої були замінені бойовими, він намагається виконати передсмертне бажання Майка — повернути «пиріг». Для цього він вирушає на пошуки свого дядька Лу. Дядько Лу, також аферист, намагається втягнути Джо в одну зі своїх справ, але Джо закохується в асистентку Лу, Діану, і вирішує, що вони заберуть гроші собі і втечуть. Після того, як афера провалилася і дядька Лу застрелили, Джо тікає з грошима, але натрапляє на свого батька, живого і здорового. Джо дізнається, що Майк і Діана працювали разом, щоб обдурити Лу. Розлючений, Джо стріляє з пістолета в Майка, не знаючи, чи кулі в ньому холості, чи справжні. Куля виявляється холостою, і фільм закінчується тим, що Джо йде від Майка.

## Акторський склад
| Актор               | Роль                  |
| ------------------- | --------------------- |
| Майкл Бін           | Джо Донан             |
| Ніколас Кейдж       | Едді                  |
| Сара Тріггер        | Даян                  |
| Джеймс Коберн       | Майк Донан / Лу Донан |
| Чарлі Шин           | Морган «Фетс» Ґріпп   |
| Пітер Фонда         | Піт                   |
| Талія Шайр          | Сем                   |
| Мікі Доленц         | Барт                  |
| Майкл Константін    | Френк                 |
| Рон Тейлор          | The Baby              |
| Ангус Скрімм        | доктор Лайм           |
| Кларенс Вільямс III | Дін                   |

## Відгуки
На сайті Metacritic фільм має 42 бали зі 100, спираючись на думки п'яти критиків, що свідчить про «змішані або середні» відгуки.
Майкл Бін назвав цей фільм одним із найгірших у своїй кар'єрі.

## Культурний вплив
У дебютному альбомі «Get Some» (1997) американського ню-метал гурту Snot є пісня «Deadfall», яка є своєрідною даниною поваги фільму.